# Krąg milczenia

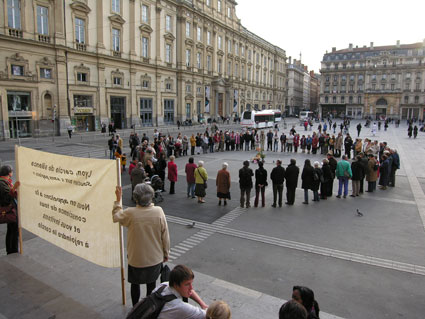
Cercle de silence à Lyon en 2009.

Kręgi Milczenia są ruchem walki bez użycia przemocy. Ludzie gromadzący się w Kręgu Milczenia chcą zwrócić się zarówno do świadomości ludzi, którzy tworzą ustawy jak i do tych, którzy je stosują, aby umożliwić politykę szanującą obcokrajowców, w szczególności migrantów i uchodźców, których sytuacja życiowa w Europie jest krańcowo trudna.

## Powstanie
Kręgi Milczenia to inicjatywa, którą rozpoczęli franciszkanie z Tuluzy pod koniec 2007 roku. Kręgi Milczenia mają na celu pomóc w uświadomieniu, zrozumieniu i zadaniu społeczeństwu pytania na temat ekstremalnie ciężkiej sytuacji, w jakiej żyje wielu imigrantów w Europie.

## Opis

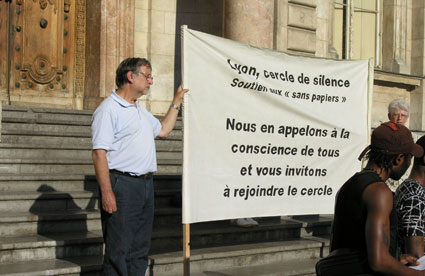
Cercle de silence à Lyon w 2008.

Uczestnicy spotykają się zazwyczaj raz w miesiącu aby uczestniczyć w milczącym proteście, tworząc krąg w miejscu publicznym. Ruch składa się z około 200 Kręgów i ponad 10 tys. osób bierze w nich udział.
Dziś istnieje ponad 200 kręgów milczenia w całej Europie i w Afryce: we Francji, Hiszpanii, Wielkiej Brytanii, Belgii, Szwajcarii, Senegalu, Włoszech i w innych krajach, które mają miejsce w sposób regularny, zazwyczaj raz w miesiącu. Od listopada 2012 roku Krąg Milczenia organizowany jest również w Polsce, w Warszawie, w pierwszą sobotę miesiąca, przy wyjściu z Metra Centrum, od godziny 15 do 16. Protest ma miejsce raz w miesiącu. Uczestnicy chcą przybliżyć się do cierpienia ludzi, w tym również dzieci, którzy są więzieni w nieludzkich warunkach z tego powodu, że nie posiadają odpowiednich dokumentów.
Uczestnicy protestują mówiąc, że wszystkie ustawy przeciwko imigrantom są ustawami przeciwko ludziom. Parafrazują słowa Janusza Korczaka: „Nie ma imigrantów. Są ludzie”.